# Дукла (Банська Бистриця)

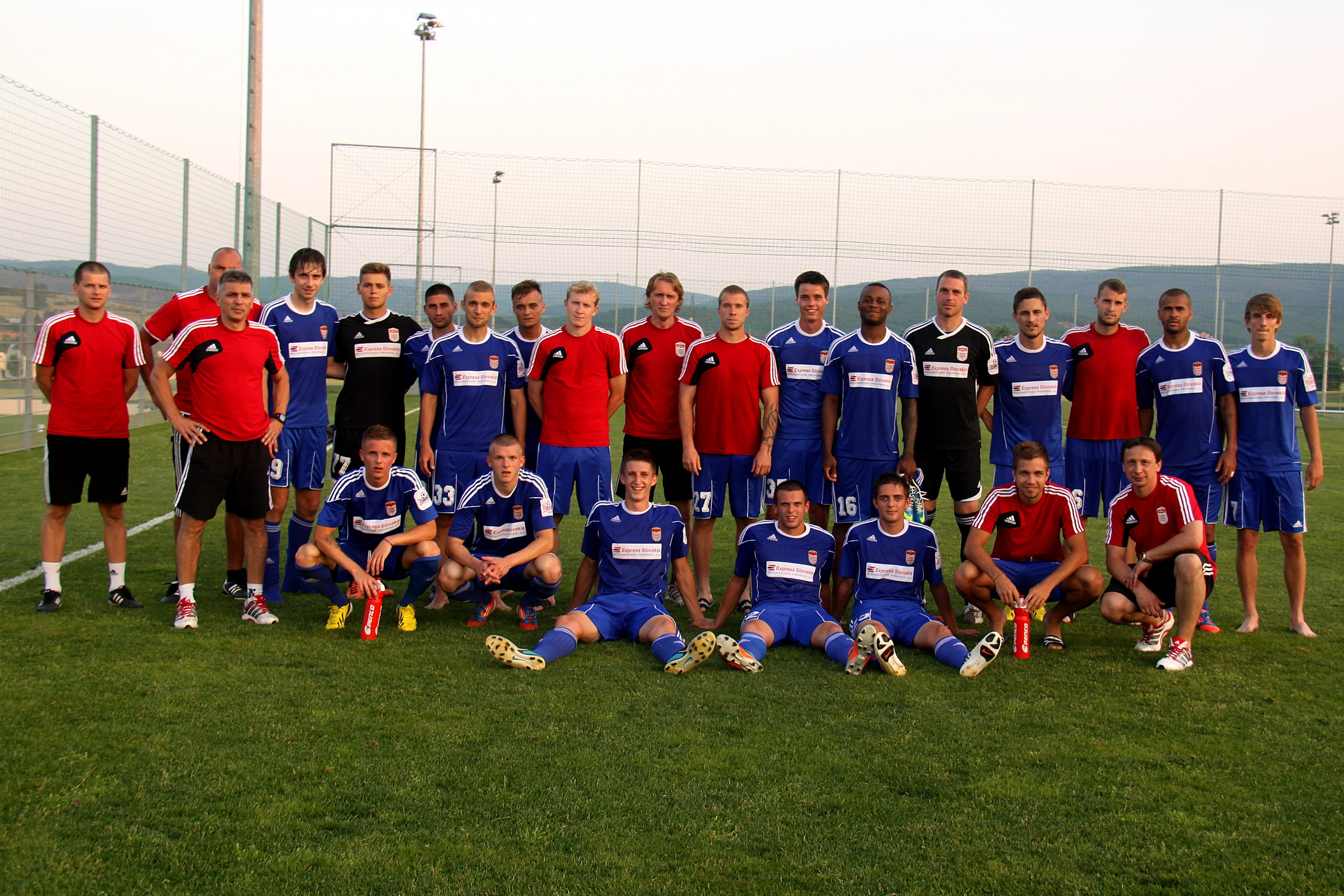
«Дукла» у 2013 році.

«Дукла» (словац. MFK Dukla Banská Bystrica) — словацький футбольний клуб із Банської Бистриці. Заснований 1965 року. Одним з найбільших досягнень клубу є перемога в Кубку Словаччини 2005 року.

## Досягнення
Чемпіонат Словаччини
- Срібний призер: 2004

Кубок Словаччини
- Володар кубка : 1981, 2005